# Teozofija
Teozofija (grč. θεοσοφία theosophia, "božanska mudrost") je mistično ezoterična doktrina, koja nastoji povezati filozofska istraživanja i teme s mističnim nastojanjima spoznaje Boga.
U osnovi, to je panteističko-duhovni pokret, duboko ukorijenjen u hinduizmu i budizmu. Osnovni teozofski stav je postojanje visoko razvijenih učitelja koji upravljaju ljudskom civilizacijom, pri čemu se ne misli na duhovna bića, već na pojedince, koji su ciljanim duhovnim razvojem navodno stekli nadljudske sposobnosti.

## Povijest
Godine 1875. Jelena Petrovna Blavatskaja, Henry Steel Olcott, William Quan Judge i drugi, osnovali su "Teozofsko društvo" (Theosophical Society) u New Yorku. Tri godine kasnije Blavatska i Olcott poduzimaju putovanje u Indiju. Godine 1888. Blavatska je izdala "Tajnu doktrinu" (The Secret Doctrine), a godinu kasnije u društvo se učlanila Annie Besant, nakon smrti Blavatske 1891. istaknuta članica društva.
Kada je 1894. došlo do sukoba unutar društva između Judgea na jednoj strani i Olcotta i Bessant na drugoj, američka podružnica se osamostalila pod imenom "Teozofsko društvo u Americi" (Theosophical Society in America).
Godine 1902. Rudolf Steiner povezao se s teozofskim društvom, a kada je 1907. umro Olcott, Annie Besant postala je predsjednica Teozofskog društva.